# Лимбади-Карони (Вибо Валенција)
Лимбади-Карони је насеље у Италији у округу Вибо Валенција, региону Калабрија.
Према процени из 2011. у насељу је живело 2727 становника. Насеље се налази на надморској висини од 233 м.